# 크리스 우드 (배우)
크리스 우드(Chris Wood, 1988년 4월 14일 ~ )는 미국의 배우이다.

## 출연 작품
- 플래시 시즌3 (2016)
- 슈퍼걸 시즌2 (2016)